# Alf Victor Guldberg
Alf Victor Emanuel Guldberg (Oslo, 17 de março de 1866 – Vestre Aker, 15 de fevereiro de 1936) foi um matemático norueguês.
Foi palestrante convidado do Congresso Internacional de Matemáticos em Heidelberg (1904), em Estrasburgo (1920), em Bolonha (1928) e em Zurique (1932).